# Intendencia de Oriente
La intendencia del Oriente fue una antigua entidad territorial de Colombia que correspondía a la parte suroriental del país. La entidad fue creada por medio del decreto 97 de 1900 con territorios de los departamentos de Cundinamarca y el Cauca, con capital en San José de Maipures y cuyo límite se ubicaba a 3 grados al este de Bogotá.
El objetivo de crear esta entidad territorial era vigilar y reafirmar la soberanía nacional sobre las regiones recién demarcadas con Venezuela (1891), reducir a las numerosas tribus indígenas presentes en la zona como parte de la política de colonización de las regiones más remotas de Colombia y neutralizar los posibles brotes de insubordinación interna que pudieran presentarse en esta región.
La intendencia de Oriente fue reintegrada a los departamentos de los cuales surgió por medio del decreto 28 de 1905, y se crearon en su lugar las intendencias del Meta, Alto Caquetá y Putumayo.